# Lycaeides alpina
Lycaeides alpina är en fjärilsart som beskrevs av Berce 1867. Lycaeides alpina ingår i släktet Lycaeides och familjen juvelvingar. Inga underarter finns listade i Catalogue of Life.